# 청상아리속

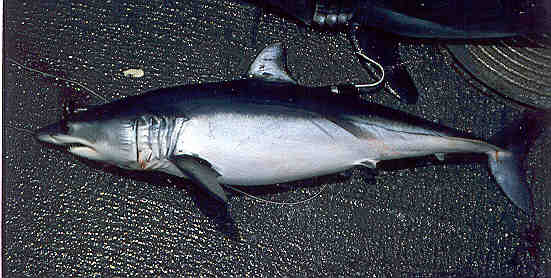

청상아리속(Isurus)은 악상어목 악상어과의 한 속이다. 현존하는 청상아리종은 청상아리와 단순청상아리의 두 종으로 알려져 있다.

## 분류
- 청상아리 (Isurus oxyrinchus) Rafinesque, 1810
- 단순청상아리 (Isurus paucus) Guitart Manday, 1966
- † Isurus retroflexus Agassiz, 1843
- † Isurus desori Sismonda, 1849
- † Isurus escheri Agassiz, 1843
- † Isurus planus Agassiz, 1856
- † 넓은이빨청상아리(Isurus hastalis) Agassiz, 1843

## 같이 보기
- 청상아리
- 단순청상아리
- 상어고기